# Comté de Jackson (Ohio)
Pour les articles homonymes, voir Jackson et Comté de Jackson.
Le comté de Jackson est situé dans l’État de Ohio, aux États-Unis. Il comptait 32 641 habitants en 2000. Son siège est Jackson.